# USS Watts (DD-567)
USS Watts (DD-567) là một tàu khu trục lớp Fletcher được Hải quân Hoa Kỳ chế tạo trong Chiến tranh Thế giới thứ hai. Nó là chiếc tàu chiến duy nhất của Hải quân Mỹ được đặt theo tên Thuyền trưởng John Watts (khoảng 1778–1823), người chiến đấu chống các tàu lùng trong cuộc Chiến tranh Quasi với Pháp. Nó hoạt động cho đến hết Thế Chiến II, được cho xuất biên chế năm 1946, rồi nhập biên chế trở lại năm 1951 và tiếp tục phục vụ cho đến năm 1964. Nó được tặng thưởng ba Ngôi sao Chiến trận do thành tích phục vụ trong Thế Chiến II.

## Thiết kế và chế tạo
Watts được đặt lườn tại xưởng tàu của hãng Seattle-Tacoma Shipbuilding Corporation ở Seattle, Washington vào ngày 26 tháng 3 năm 1943. Nó được hạ thủy vào ngày 31 tháng 12 năm 1943; được đỡ đầu bởi bà Judith Bundick Gardner; và nhập biên chế vào ngày 29 tháng 4 năm 1944 dưới quyền chỉ huy của Hạm trưởng, Trung tá Hải quân Joseph B. Maher.

## Lịch sử hoạt động

### 1944
Sau hai tuần lễ thử nghiệm và hiệu chỉnh thiết bị tại Puget Sound, Washington, Watts khởi hành cho chuyến hải trình đầu tiên vào ngày 17 tháng 5 năm 1944, hướng đến San Diego, California cho chuyến đi chạy thử máy huấn luyện kéo dài một tháng. Nó quay trở về Bremerton, Washington vào ngày 26 tháng 6, tiến hành đại tu sau thử máy trong ba tuần. Vào ngày 12 tháng 7, nó rời Bremerton cùng các thiết giáp hạm Mississippi (BB-41) và West Virginia (BB-48) để đi San Diego, và ở lại đây cho đến ngày 22 tháng 7, khi nó ra khơi cùng một đoàn tàu chở quân hướng sang khu vực quần đảo Hawaii. Nó đi đến Trân Châu Cảng vào ngày 29 tháng 7, và ở lại đây cho đến ngày 3 tháng 8, khi nó khởi hành cùng Đội khu trục 113 hướng sang khu vực quần đảo Aleut. Đến ngày 8 tháng 8, chiếc tàu khu trục dẫn đầu đội của nó tiến vào cảng Adak, Alaska.
Trong bảy tháng tiếp theo, Watts hoạt động cùng các tàu chiến khác thuộc Đội khu trục 113 trong thành phần Lực lượng Bắc Thái Bình Dương của Hải quân. Do được bố trí đến khu vực này sau khi Hoa Kỳ đã phòng thủ vững chắc trên chuỗi quần đảo Aleut, phần lớn nhiệm vụ của nó là tuần tra và hộ tống các đoàn tàu vận tải tiếp liệu giữa nhiều tiền đồn phân tán suốt dãi quần đảo phủ đầy sương mù và băng giá. Thỉnh thoảng, đội của nó cũng tiến hành các chiến dịch tấn công vào các vị trí của Đế quốc Nhật Bản, chủ yếu là tại quần đảo Kuril.
Nhiệm vụ tấn công đầu tiên Watts của diễn ra vào ngày 14 tháng 10, khi nó khởi hành từ vịnh Massacre thuộc đảo Attu tham gia hoạt động bắn phá của các tàu tuần dương và tàu khu trục thuộc Lực lượng Bắc Thái Bình Dương. Tuy nhiên hoàn cảnh thời tiết xấu đã khiến nhiệm vụ bị hủy bỏ, cho đến khi diễn ra nỗ lực tấn công thứ hai bắt đầu vào ngày 24 tháng 10. Đến cuối tháng 11, nó lại khởi hành từ Attu cho lượt bắn phá thứ ba xuống quần đảo Kuril; đợt này tỏ ra là một thành công lớn, khi trong các đêm 23 và 24 tháng 11, hải pháo của lực lượng đã phá hủy sân bay và công trình phòng ngự tại Matsuwa To. Khi rút lui từ Kuril, thời tiết biển động mạnh khiến tốc độ di chuyển của lực lượng giảm đáng kể, nhưng chính điều này cũng làm không quân đối phương không thể truy đuổi, và lực lượng về đến Attu vào ngày 25 tháng 11. Sau hai tuần lễ sửa chữa tại Dutch Harbor, nó quay trở lại Attu vào ngày 21 tháng 12, sau một chặng dừng ngắn tại Adak.

### 1945
Vào ngày 3 tháng 1 năm 1945, Watts lại khởi hành từ vịnh Massacre cho một đợt càn quét khác tại vùng biển chung quanh phía Bắc quần đảo Kuril. Cao điểm trong hoạt động của nó là vào ngày 5 tháng 1, khi nó tham gia bắn phá khu vực Suribachi thuộc Paramushiro. Sau một chặng dừng ngắn tại Attu, chiếc tàu khu trục di chuyển đến Dutch Harbor cùng toàn thể Đội khu trục 113. Sang tháng 2, nó thực hiện hai chuyến đi khác sang vùng biển chung quanh Kuril, nhưng chỉ trong chuyến thứ hai bắt đầu vào ngày 16 tháng 2, nó mới bắn phá các cơ sở đối phương tại khu vực Kurabi Zaki thuộc Paramushiro vào ngày 18 tháng 2.
Sau một chặng dừng ngắn tại Attu, Watts rời khu vực quần đảo Aleut vào ngày 22 tháng 2 để đi đến quần đảo Hawaii cùng Jarvis (DD-799). Hai chiếc tàu khu trục đi đến Trân Châu Cảng vào ngày 1 tháng 3, được sửa chữa và huấn luyện, rồi Watts khởi hành từ Trân Châu Cảng vào ngày 15 tháng 3 để quay trở lại khu vực quần đảo Aleut, hoạt động thêm gần một tháng nữa. Đến ngày 18 tháng 4, Đội khu trục 113 rời vùng Bắc Thái Bình Dương hướng đến Hawaii, và trải qua ba tuần lễ huấn luyện nhằm chuẩn bị nhận nhiệm vụ trong đợt đổ bộ vừa được tung ra, cuộc đổ bộ lên Okinawa. Đến ngày 5 tháng 5, nó rời quần đảo Hawaii hướng về phía Tây ngang qua Eniwetok và Ulithi.
Khi Watts đi đến Okinawa vào ngày 21 tháng 5, chiến dịch chiếm đóng đã tiến hành được gần gần hai tháng, nhưng sức kháng cự của Lục quân Nhật Bản vẫn còn mạnh mẽ, và máy bay thuộc các quân đoàn Kamikaze liên tiếp tấn công tự sát vào tàu bè hỗ trợ binh lnh trên bờ. Làm nhiệm vụ cột mốc radar canh phòng ngoài khơi đầy nguy hiểm, Watts có số phận may mắn hơn nhiều tàu chị em; không chỉ bắn rơi sáu máy bay tấn công bằng hỏa lực phòng không, con tàu chỉ trải qua một dịp nguy hiểm thực sự. Một máy bay tự sát đã hầu như đâm vào mạn trái phía trước con tàu, nhưng hỏa lực phòng không 20-mm chính xác đã bắn rơi đối phương vào những giây cuối cùng, chỉ cách mũi tàu 10 ft (3,0 m) bên mạn trái.
Thời gian ở lại Okinawa của Watts tương đối ngắn, khi vào giữa tháng 6, nó được lệnh gia nhập thành phần hộ tống cho Lực lượng Đặc nhiệm 38, lực lượng đặc nhiệm tàu sân bay nhanh tại vịnh Leyte, và đến nơi vào ngày 17 tháng 6. Trong thời gian còn lại của chiến tranh, nó hộ tống cho các tàu sân bay của Lực lượng Đặc nhiệm 38, trong khi máy bay của chúng tiến hành không kích liên tiếp xuống các đảo chính quốc Nhật Bản. Trên phạm vi trải rộng từ Hokkaidō phía Bắc cho đến Kyūshū phía Nam, chúng tấn công tàu bè, các đường giao thông liên lạc cùng các cơ sở quân sự và công nghiệp. Vào ngày 23 tháng 7, chiếc tàu khu trục trực tiếp góp phần của mình khi các khẩu pháo của nó tham gia bắn phá đảo tiền đồn Chichi Jima thuộc quần đảo Bonin. Khi Nhật Bản chấp nhận đầu hàng vào ngày 15 tháng 8, con tàu đang hộ tống Lực lượng Đặc nhiệm 38 tại vùng biển Nhật Bản.
Gần một tháng sau, Watts tiến vào vịnh Tokyo vào ngày 10 tháng 9, bắt đầu tham gia nhiệm vụ chiếm đóng, và tiếp tục làm nhiệm vụ này cho đến giữa tháng 11, khi nó lên đường quay trở về Hoa Kỳ. Sau các chặng dừng ngắn tại Trân Châu Cảng và San Diego, nó băng qua kênh đào Panama vào ngày 7 tháng 12, lên đường đi Philadelphia, Pennsylvania vào ngày 18 tháng 12, và đi đến Xưởng hải quân Philadelphia vào ngày 23 tháng 12. Con tàu được đại tu trong ba tháng để chuẩn bị ngừng hoạt động, và đến giữa tháng 3 năm 1946, nó chuyển đến Xưởng hải quân Charleston, nơi nó được cho xuất biên chế vào ngày 12 tháng 4 năm 1946.

### 1951 – 1957
Watts tiếp tục ở lại thành phần dự bị cho đến khi Chiến tranh Triều Tiên nổ ra làm gia tăng nhu cầu tàu chiến của hải quân. Vì vậy nó được co nhập biên chế trở lại vào ngày 6 tháng 7 năm 1951 dưới quyền chỉ huy của Hạm trưởng, Trung tá Hải quân Richard Holden. Nó gia nhập Lực lượng Khu trục Hạm đội Đại Tây Dương, được trang bị, chạy thử máy và tiến hành chuyến đi huấn luyện tại vịnh Guantánamo, Cuba vào mùa Hè và mùa Thu năm 1951. Con tàu tham gia một loạt các cuộc tập trận vào mùa Xuân năm 1952, đáng kể là cuộc tập trận "Convex III"; và sang mùa Hè đã đi vào Xưởng hải quân Philadelphia để đại tu. Một đợt huấn luyện ôn tập được tiếp nối tại khu vực vịnh Guantánamo, trước khi nó quay trở lại hoạt động thường lệ cho đến đầu năm 1953

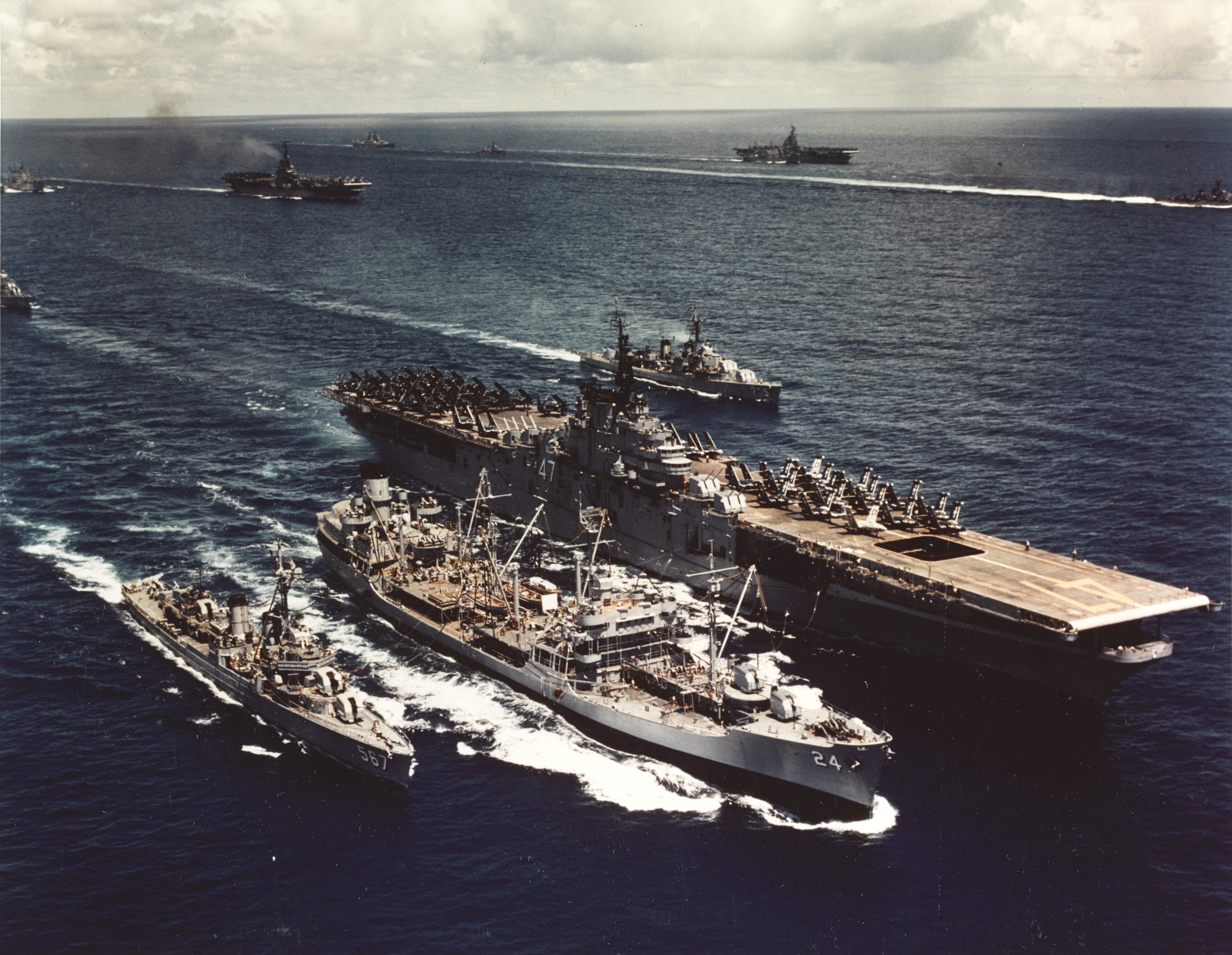
Tàu chở dầu đang tiếp nhiên liệu cho tàu sân bay và Watts, ngày 19 tháng 7 năm 1955.

Vào ngày 7 tháng 1 năm 1953, Watts khởi hành từ Norfolk, Virginia cho lượt bố trí đầu tiên cùng Đệ Lục hạm đội tại Địa Trung Hải. Sau chuyến đi viếng thăm các cảng Bắc Âu, nó quay trở về Norfolk vào tháng 5 và bắt đầu hoạt động tại khu vực Tây Đại Tây Dương, tập trung vào việc huấn luyện chống tàu ngầm cùng Lực lượng Tìm/Diệt Hạm đội Đại Tây Dương. Trong giai đoạn này, nó thực hiện ít nhất một chuyến đi đến Tây Ấn, viếng thăm Kingston, Jamaica và San Juan, Puerto Rico. Lượt phục vụ này kết thúc vào ngày 12 tháng 4 năm 1954, khi nó đi vào Xưởng hải quân Norfolk cho một đợt đại tu khác. Nó hoàn tất việc sửa chữa vào ngày 7 tháng 7, tiến hành huấn luyện ôn tập tại khu vực phụ cận vịnh Guantánamo từ cuối tháng 7 cho đến giữa tháng 9, rồi tiếp nối các hoạt động tại Norfolk.
Vào tháng 12 năm 1954, Watts được điều động sang Lực lượng Tuần dương-Khu trục Hạm đội Thái Bình Dương. Sau chuyến đi ngang qua vịnh Guantánamo và Havana, Cuba rồi băng qua kênh đào Panama, nó đi đến cảng nhà mới tại Long Beach, California vào ngày 28 tháng 1 năm 1955. Từ tháng 1 năm 1955 đến tháng 12 năm 1957, chiếc tàu khu trục luân phiên ba lượt bố trí sang khu vực Tây Thái Bình Dương với các hoạt động tại chỗ ngoài khơi Long Beach và dọc theo vùng bờ Tây Hoa Kỳ. Trong những lượt được bố trí phục vụ cùng Đệ Thất hạm đội tại Viễn Đông, nó hoạt động hộ tống cho các tàu sân bay của Lực lượng Đặc nhiệm 77 và tuần tra tại eo biển Đài Loan; và khi quay trở về vùng bờ Tây, nó được đại tu, huấn luyện ôn tập và thực hành tại chỗ.

### 1958 – 1964
Vào tháng 12 năm 1957, Watts đi vào Xưởng hải quân Long Beach dự định để được đại tu chuẩn bị ngừng hoạt động. Tuy nhiên đến tháng 6 năm 1958, nó được chuyển sang cảng nhà mới tại Seattle, Washington và phục vụ hư một tàu huấn luyện cho Hải quân Dự bị Hoa Kỳ, được đặt làm soái hạm Hải đội Hộ tống Dự bị 1. Nó đảm trách vai trò huấn luyện trong gần bốn năm, từ tháng 6 năm 1958 đến tháng 3 năm 1962, hoạt động từ căn cứ trong khu vực Seattle-Tacoma, thực hiện những chuyến đi huấn luyện sĩ quan dự bị dọc suốt bờ Tây từ San Diego, California cho đến biên giới Canada, thậm chí xa hơn lên phía Bắc đến các cảng Canada như Victoria, British Columbia. Vào mùa Hè 1959, nó là tàu huấn luyện Hải quân Dự bị đầu tiên tham gia một cuộc tập trận Hạm đội thường lệ với thủy thủ đoàn dự bị.
Vào tháng 12 năm 1961, Watts đang được bảo trì tại Xưởng hải quân Puget Sound khi vụ Khủng hoảng Berlin 1961 diễn ra tại Châu Âu, và thủy thủ đoàn dự bị được huy động phục vụ thường trực. Sau khi hoàn tất đại tu vào ngày 8 tháng 1 năm 1962, nó rời Puget Sound để đi đến Long Beach; hoàn tất việc huấn luyện ôn tập tại San Diego vào ngày 1 tháng 3, rồi rời vùng bờ Tây cho một lượt bố trí cùng Đệ Thất hạm đội tại Viễn Đông. Trong chuyến đi này, nó tham gia ít nhất một đợt huấn luyện, một cuộc tập trận phối hợp phòng không-chống tàu ngầm, viếng thăm Midway, Guam, Hong Kong cùng Kobe, Sasebo và Yokosuka, Nhật Bản. Tình hình tại Châu Âu lắng dịu cho phép con tàu lên đường quay trở về nhà vào cuối tháng 6, về đến Long Beach vào ngày 9 tháng 7, rồi đến ngày 16 tháng 7 lại tiếp nối các hoạt động huấn luyện dự bị tại Tacoma.
Watts thực hiện thêm 30 tháng huấn luyện dự bị ngoài khơi khu vực Seattle-Tacoma. Vào giữa năm 1963, một chuyến đi huấn luyện đã đưa nó đến khu vực quần đảo Hawaii; nhưng trong hầu hết thời gian nó chỉ hoạt động dọc theo vùng bờ Tây. Con tàu được cho xuất biên chế vào tháng 12 năm 1964, và đưa về lực lượng dự bị tại Bremerton, Washington. Tên nó được cho rút khỏi danh sách Đăng bạ Hải quân vào ngày 1 tháng 2 năm 1974, và con tàu bị bán cho hãng General Metals Co. ở Tacoma, Washington vào ngày 5 tháng 9 năm 1974 để tháo dỡ.

## Phần thưởng
Watts được tặng thưởng ba Ngôi sao Chiến trận do thành tích phục vụ trong Thế Chiến II.